# Palaeontographica A
Palaeontographica Section A (ook Palaeontographica Abteilung A ) is een internationaal, aan collegiale toetsing onderworpen wetenschappelijk tijdschrift op het gebied van de paleontologie. Het wordt uitgegeven door E. Schweizerbart Science Publishers en verschijnt ongeveer 5 keer per jaar.
Paleontographica A en het zustertijdschrift Palaeontographica B zijn een voortzetting van het in 1846 opgerichte tijdschrift Paleontographica. Deel A gaat voornamelijk over fossiele dieren (paleozoölogie), en deel B over fossiele planten (paleobotanie). Het tijdschrift publiceerde oorspronkelijk in het Duits. In de tweede helft van de 20e eeuw is het geleidelijk overgegaan op het Engels. Incidenteel publiceert het ook artikelen in het Frans.